# Atractodes acuminator
Atractodes acuminator là một loài tò vò trong họ Ichneumonidae.